# Génésios
Pour les articles homonymes, voir Génésio.
Génésios (en grec byzantin Γενέσιος) est le nom conventionnel donné à l’auteur byzantin anonyme d’une  chronique du Xe siècle,  Sur le règne des empereurs. On lui donne parfois le prénom Joseph par rapprochement avec un Joseph Genesios cité dans le préambule de Jean Skylitzès.
Composée à la cour de Constantin VII, la chronique couvre la période 813-886, et présente les événements du point de vue de la dynastie macédonienne, bien qu’avec un biais moins prononcé que les auteurs de Théophane Continué. Elle décrit les règnes des quatre empereurs de Léon V à Michel III en détail et plus brièvement celle de Basile Ier. Elle utilise les sources de la Vie de Basile de Constantin VII, mais paraît avoir été terminée avant les chroniques du Théophane Continué, et présente aussi des informations qui ne s’y trouvent pas et ne sont pas reprises non plus par Jean Skylitzès.

## Œuvre
- (en) A. Kaldellis (trad.), On the Reigns of the Emperors, Canberra, 1998.